# L&
『L&』（ランド）は2020年9月2日にJohnnys’Universe / ユニバーサルミュージックから発売された、King & Princeの2枚目となるオリジナルアルバムである。

## 概要
前作『King & Prince』から約1年2か月ぶりのリリースで、タイトルには“King & Princeの居る場所、みんなで楽しめる場所”という意味が込められている。4thシングル「koi-wazurai」や日本テレビ系土曜ドラマ『未満警察 ミッドナイトランナー』主題歌「Mazy Night」のほか、永瀬廉主演映画『弱虫ペダル』主題歌に起用された新曲「Key of Heart」や、今作の表題楽曲「&LOVE」(読み：アンドラヴ）、そしてメンバープロデュース曲5曲を含む新曲が収録されている。
本作を引っ提げ、2020年9月5日より同年11月18日まで全国9ヵ所39公演を巡るライブツアー『King & Prince CONCERT TOUR 2020 〜L&〜』を開催予定だったが、新型コロナウイルス感染拡大の影響により全公演中止となり、同年10月9日から11日までの全5公演の生配信が行われた（見逃し配信無し）。なお、休養中の岩橋玄樹は本公演には不参加となった。

## リリース
初回限定盤A(DVD+CD)、初回限定盤B(DVD+CD)、通常盤の3形態で発売された。

### 仕様
- 初回限定盤A - ハードブック型ケース+デジパック、歌詞フォトブックレット(44P)
- 初回限定盤B - 三方背ケース、フォトブックinLA(40P)、歌詞カード
- 通常盤 - 歌詞フォトブックレット(28P)

### 特典
先着外付け特典と、通常盤のみの封入特典の2種がある。

#### 先着外付け特典
- 初回限定盤A - ステッカーシート（A6サイズ）
- 初回限定盤B - クリアポスター（A4サイズ）
- 通常盤 - リボンバンド（2本セット）

#### 封入特典（通常盤）
- トレーディングカード（全1種1枚）

## チャート成績
9月14日付のオリコンチャートで1位を獲得し、初週売上55.5万枚を売り上げた。この記録は前作『King & Prince』を上回る自己最高で、初週50万枚達成はBTS、米津玄師に続き3作目。また、1stアルバムから2作連続1位は、2016年6月6日付で乃木坂46の『それぞれの椅子』が記録して以来4年3か月振りとなった。
Billboard JAPANにおいても「Billboard JAPAN Top Singles」と「Billboard JAPAN JAPAN HOT 100」共に2020年9月14日付で首位を獲得した。

## 収録曲
ユニバーサルミュージックジャパン公式サイトを元に記述。

### CD
※シングル曲の詳細はそのページを参照。
1. Key of Heart [4:31]
作詞：Susumu Kawaguchi・佐原康太・MKSS、作曲：Susumu Kawaguchi・佐原康太、編曲：佐原康太、Susumu Kawaguchi、兼松衆
  - 永瀬廉主演 映画『弱虫ペダル』主題歌
2. &LOVE [3:24]
作詞：坂室賢一、作曲：坂室賢一・Louise Frick Sveen、編曲：吉岡たく、ブラスアレンジ：村田陽一
  - 本作のリードトラック[9]
3. Break Away [3:55]
作詞：miwaflower、作曲：Mayu Wakisaka・Janas Mengler・Ellie Wyatt、編曲：Janas Mengler・Ellie Wyatt・Masayoshi Kawabata、ブラスアレンジ：鈴木歌穂
4. Mazy Night [4:37]
作詞：RUCCA、作曲：Tyler Shamy・Tido・KAY、編曲：KAY・Tido・ha-j
  - 5thシングル
5. ナミウテココロ [3:34]
作詞：atagi(Awesome City Club)、作曲：atagi(Awesome City Club)、久保田真悟(Jazzin' park)、編曲：久保田真悟(Jazzin' park)
6. 泡の影 [4:27]
作詞：松原さらり、作曲・編曲：南田健吾
7. ORESEN [4:06]
作詞：MiNE、作曲：トミタカズキ、編曲：Atushi Shimada
  - 岸優太プロデュース曲
8. 生活(仮) [3:28]
作詞：Yurin(サイダーガール)・海人、作曲：Yurin(サイダーガール)、編曲：江口亮
  - 髙橋海人プロデュース曲
9. Laugh &... [4:27]
作詞：草川瞬・神宮寺勇太、作曲：草川瞬・GRP・神宮寺勇太、編曲：GRP
  - 神宮寺勇太プロデュース曲
10. No Limit Tonight [3:49]
作詞：Komei Kobayashi、作曲：Tommy Clint・坂室賢一、編曲：坂室賢一
  - 永瀬廉プロデュース曲
11. Focus [4:52]
作詞：前迫潤哉、作曲：前迫潤哉・Dr. Lilcom、編曲：Dr. Lilcom、ストリングスアレンジ：門脇大輔、ブラスアレンジ：中野勇介
  - 平野紫耀プロデュース曲
12. Amazing Romance [4:23]
作詞：藤原優樹・中村瑛彦、作曲：中村瑛彦、編曲：中村瑛彦、ブラスアレンジ：兼松衆
13. koi-wazurai [4:40]
作詞・作曲：栗原暁(Jazzin' park)・前田佑、編曲：ha-j・前田佑・栗原暁
  - 4thシングル
14. Freak out [3:52]
作詞：Komei kobayashi、作曲：8on・Kyler Niko、編曲：8on
15. Heart & Beat [3:58]
作詞・作曲：坂室賢一・大知正紘、編曲：坂室賢一、ストリングスアレンジ：田渕夏海
16. 君がいる世界 [5:25]
作詞：栗原暁(Jazzin' park)、作曲：久保田真悟(Jazzin' park)、編曲：久保田真悟(Jazzin' park)、ストリングス&ブラスアレンジ：今野均
17. Bounce [3:01]
作詞：Prince Charlez・Jason Yik Nam Wu・平義隆・持田裕輔、作曲：Prince Charlez・Jason Yik Nam Wu・平義隆・持田裕輔、編曲：Rabitt
通常盤のみ収録。

### DVD

#### 初回限定盤A
1. 「&LOVE」Music Video
2. 「&LOVE」Music Video メイキング
3. 「&LOVE」ダンスVer.

#### 初回限定盤B
1. The Documentary -King & Prince in America-